# Campionato europeo femminile di pallavolo 1979
Il campionato europeo femminile di pallavolo 1979 si è svolto dal 5 al 13 ottobre 1979 a Cannes, Évreux, Lione e Orléans in Francia: al torneo hanno partecipato dodici squadre nazionali europee e la vittoria finale è andata per la decima volta, la settima consecutiva, all'Unione Sovietica.

## Qualificazioni
Al torneo hanno partecipato: la nazionale del paese organizzatore, le prime cinque nazionali classificate al campionato europeo 1977 e sei nazionali qualificate tramite il torneo di qualificazione.

## Regolamento

### Formula
Le squadre hanno disputato una prima fase a gironi con formula del girone all'italiana; al termine della prima fase:
- Le prime due classificate di ogni girone hanno acceduto al girone per il primo posto, strutturato in un girone all'italiana, conservando i risultati degli scontri diretti.
- Le ultime due classificate di ogni girone hanno acceduto al girone per il settimo posto, strutturato in un girone all'italiana, conservando i risultati degli scontri diretti.

### Criteri di classifica
Sono stati assegnati 2 punti alla squadra vincente e 1 a quella sconfitta.
L'ordine del posizionamento in classifica è stato definito in base a:
- Punti;
- Ratio dei set vinti/persi;
- Ratio dei punti realizzati/subiti;
- Risultati degli scontri diretti.

## Squadre partecipanti
| Squadra          | Qualificazione                            | Ultima partecipazione |
| ---------------- | ----------------------------------------- | --------------------- |
| Belgio           | 2ª al torneo di qualificazione (girone A) | Jugoslavia 1975       |
| Bulgaria         | 1ª al torneo di qualificazione (girone C) | Finlandia 1977        |
| Cecoslovacchia   | 5ª al campionato europeo 1977             | Finlandia 1977        |
| Francia          | Paese organizzatore                       | Italia 1971           |
| Germania Est     | 2ª al campionato europeo 1977             | Finlandia 1977        |
| Germania Ovest   | 2ª al torneo di qualificazione (girone B) | Finlandia 1977        |
| Jugoslavia       | 1ª al torneo di qualificazione (girone B) | Finlandia 1977        |
| Paesi Bassi      | 2ª al torneo di qualificazione (girone C) | Finlandia 1977        |
| Polonia          | 4ª al campionato europeo 1977             | Finlandia 1977        |
| Romania          | 1ª al torneo di qualificazione (girone A) | Finlandia 1977        |
| Ungheria         | 3ª al campionato europeo 1977             | Finlandia 1977        |
| Unione Sovietica | 1ª al campionato europeo 1977             | Finlandia 1977        |

## Torneo

### Fase a gironi
| Girone A         | Girone B       | Girone C    |
| ---------------- | -------------- | ----------- |
| Germania Ovest   | Belgio         | Francia     |
| Polonia          | Bulgaria       | Jugoslavia  |
| Romania          | Cecoslovacchia | Paesi Bassi |
| Unione Sovietica | Germania Est   | Ungheria    |

#### Girone A

##### Risultati
| 5 ottobre 1979 ?, Orléans Durata: ? - Spettatori: ? | Polonia          | 3 - 1 | Germania Ovest   | 15-6, 15-1, 13-15, 15-7          |
| 5 ottobre 1979 ?, Orléans Durata: ? - Spettatori: ? | Unione Sovietica | 3 - 2 | Romania          | 15-5, 15-12, 11-15, 12-15, 15-8  |
| 6 ottobre 1979 ?, Orléans Durata: ? - Spettatori: ? | Romania          | 3 - 1 | Germania Ovest   | 15-7, 12-15, 15-11, 15-12        |
| 6 ottobre 1979 ?, Orléans Durata: ? - Spettatori: ? | Polonia          | 3 - 2 | Unione Sovietica | 15-10, 6-15, 15-12, 12-15, 15-12 |
| 7 ottobre 1979 ?, Orléans Durata: ? - Spettatori: ? | Unione Sovietica | 3 - 0 | Germania Ovest   | 15-6, 15-2, 15-11                |
| 7 ottobre 1979 ?, Orléans Durata: ? - Spettatori: ? | Romania          | 3 - 0 | Polonia          | 15-5, 15-6, 15-10                |

##### Classifica
| Pos. | Squadra          | Pt | G | V | P | SV | SP | Ratio | PF  | PS  | Ratio |
| ---- | ---------------- | -- | - | - | - | -- | -- | ----- | --- | --- | ----- |
| 1.   | Romania          | 5  | 3 | 2 | 1 | 8  | 4  | 2,000 | 157 | 134 | 1,171 |
| 2.   | Unione Sovietica | 5  | 3 | 2 | 1 | 8  | 5  | 1,600 | 177 | 137 | 1,292 |
| 3.   | Polonia          | 5  | 3 | 2 | 1 | 6  | 6  | 1,000 | 142 | 138 | 1,029 |
| 4.   | Germania Ovest   | 3  | 3 | 0 | 3 | 2  | 9  | 0,222 | 93  | 160 | 0,581 |

      Qualificata al girone per il primo posto.
      Qualificata al girone per il settimo posto.

#### Girone B

##### Risultati
| 5 ottobre 1979 ?, Cannes Durata: ? - Spettatori: ? | Germania Est   | 3 - 0 | Belgio         | 15-1, 15-5, 15-3         |
| 5 ottobre 1979 ?, Cannes Durata: ? - Spettatori: ? | Bulgaria       | 3 - 0 | Cecoslovacchia | 15-5, 15-10, 15-11       |
| 6 ottobre 1979 ?, Cannes Durata: ? - Spettatori: ? | Bulgaria       | 3 - 0 | Belgio         | 15-4, 15-4, 15-3         |
| 6 ottobre 1979 ?, Cannes Durata: ? - Spettatori: ? | Germania Est   | 3 - 1 | Cecoslovacchia | 15-6, 15-13, 13-15, 15-9 |
| 7 ottobre 1979 ?, Cannes Durata: ? - Spettatori: ? | Germania Est   | 3 - 0 | Bulgaria       | 15-3, 16-14, 15-8        |
| 7 ottobre 1979 ?, Cannes Durata: ? - Spettatori: ? | Cecoslovacchia | 3 - 0 | Belgio         | 15-7, 15-10, 15-5        |

##### Classifica
| Pos. | Squadra        | Pt | G | V | P | SV | SP | Ratio | PF  | PS  | Ratio |
| ---- | -------------- | -- | - | - | - | -- | -- | ----- | --- | --- | ----- |
| 1.   | Germania Est   | 6  | 3 | 3 | 0 | 9  | 1  | 9,000 | 149 | 77  | 1,935 |
| 2.   | Bulgaria       | 5  | 3 | 2 | 1 | 6  | 3  | 2,000 | 115 | 83  | 1,385 |
| 3.   | Cecoslovacchia | 4  | 3 | 1 | 2 | 4  | 6  | 0,666 | 114 | 125 | 0,912 |
| 4.   | Belgio         | 3  | 3 | 0 | 3 | 0  | 9  | 0,000 | 42  | 135 | 0,311 |

      Qualificata al girone per il primo posto.
      Qualificata al girone per il settimo posto.

#### Girone C

##### Risultati
| 5 ottobre 1979 ?, Évreux Durata: ? - Spettatori: ? | Jugoslavia  | 1 - 3 | Ungheria    | 15-8, 3-15, 3-15, 12-15        |
| 5 ottobre 1979 ?, Évreux Durata: ? - Spettatori: ? | Paesi Bassi | 3 - 0 | Francia     | 15-11, 15-9, 15-13             |
| 6 ottobre 1979 ?, Évreux Durata: ? - Spettatori: ? | Jugoslavia  | 3 - 1 | Francia     | 15-4, 15-5, 9-15, 15-6         |
| 6 ottobre 1979 ?, Évreux Durata: ? - Spettatori: ? | Ungheria    | 3 - 2 | Paesi Bassi | 16-18, 15-13, 15-9, 8-15, 15-7 |
| 7 ottobre 1979 ?, Évreux Durata: ? - Spettatori: ? | Jugoslavia  | 1 - 3 | Paesi Bassi | 3-15, 15-8, 8-15, 8-15         |
| 7 ottobre 1979 ?, Évreux Durata: ? - Spettatori: ? | Ungheria    | 3 - 0 | Francia     | 15-7, 15-3, 15-6               |

##### Classifica
| Pos. | Squadra     | Pt | G | V | P | SV | SP | Ratio | PF  | PS  | Ratio |
| ---- | ----------- | -- | - | - | - | -- | -- | ----- | --- | --- | ----- |
| 1.   | Ungheria    | 6  | 3 | 3 | 0 | 9  | 3  | 3,000 | 167 | 111 | 1,504 |
| 2.   | Paesi Bassi | 5  | 3 | 2 | 1 | 8  | 4  | 2,000 | 160 | 136 | 1,176 |
| 3.   | Jugoslavia  | 4  | 3 | 1 | 2 | 5  | 7  | 0,714 | 121 | 136 | 0,889 |
| 4.   | Francia     | 3  | 3 | 0 | 3 | 1  | 9  | 0,111 | 79  | 144 | 0,548 |

      Qualificata al girone per il primo posto.
      Qualificata al girone per il settimo posto.

### Fase finale

#### Girone 1º posto

##### Risultati
| 10 ottobre 1979 ?, Lione Durata: ? - Spettatori: ? | Ungheria         | 3 - 0 | Romania      | 16-14, 15-11, 15-8               |
| 10 ottobre 1979 ?, Lione Durata: ? - Spettatori: ? | Unione Sovietica | 3 - 2 | Bulgaria     | 15-10, 15-7, 10-15, 9-15, 15-11  |
| 10 ottobre 1979 ?, Lione Durata: ? - Spettatori: ? | Germania Est     | 3 - 0 | Paesi Bassi  | 15-7, 15-4, 15-6                 |
| 11 ottobre 1979 ?, Lione Durata: ? - Spettatori: ? | Unione Sovietica | 3 - 1 | Ungheria     | 18-16, 15-6, 9-15, 15-8          |
| 11 ottobre 1979 ?, Lione Durata: ? - Spettatori: ? | Bulgaria         | 3 - 0 | Paesi Bassi  | 17-15, 15-6, 15-6                |
| 11 ottobre 1979 ?, Lione Durata: ? - Spettatori: ? | Germania Est     | 3 - 0 | Romania      | 15-3, 15-5, 15-3                 |
| 12 ottobre 1979 ?, Lione Durata: ? - Spettatori: ? | Unione Sovietica | 3 - 0 | Paesi Bassi  | 15-6, 15-1, 15-1                 |
| 12 ottobre 1979 ?, Lione Durata: ? - Spettatori: ? | Germania Est     | 3 - 1 | Ungheria     | 15-9, 15-6, 7-15, 15-13          |
| 12 ottobre 1979 ?, Lione Durata: ? - Spettatori: ? | Bulgaria         | 3 - 0 | Romania      | 15-4, 15-10, 15-6                |
| 13 ottobre 1979 ?, Lione Durata: ? - Spettatori: ? | Romania          | 3 - 2 | Paesi Bassi  | 15-12, 12-15, 13-15, 15-5, 15-10 |
| 13 ottobre 1979 ?, Lione Durata: ? - Spettatori: ? | Bulgaria         | 3 - 2 | Ungheria     | 11-15, 15-3, 15-10, 15-10        |
| 13 ottobre 1979 ?, Lione Durata: ? - Spettatori: ? | Unione Sovietica | 3 - 0 | Germania Est | 15-9, 15-5, 15-7                 |

##### Classifica
| Pos. | Squadra          | Pt | G | V | P | SV | SP | Ratio | PF  | PS  | Ratio |
| ---- | ---------------- | -- | - | - | - | -- | -- | ----- | --- | --- | ----- |
| 1.   | Unione Sovietica | 10 | 5 | 5 | 0 | 15 | 5  | 3,000 | 279 | 187 | 1,492 |
| 2.   | Germania Est     | 9  | 5 | 4 | 1 | 12 | 4  | 3,000 | 209 | 136 | 1,536 |
| 3.   | Bulgaria         | 8  | 5 | 3 | 2 | 11 | 8  | 1,375 | 240 | 210 | 1,142 |
| 4.   | Ungheria         | 7  | 5 | 2 | 3 | 10 | 11 | 0,909 | 251 | 269 | 0,933 |
| 5.   | Romania          | 6  | 5 | 1 | 4 | 5  | 14 | 0,357 | 189 | 261 | 0,724 |
| 6.   | Paesi Bassi      | 5  | 5 | 0 | 5 | 4  | 15 | 0,266 | 171 | 276 | 0,619 |

#### Girone 7º posto

##### Risultati
| 10 ottobre 1979 ?, Cannes Durata: ? - Spettatori: ? | Jugoslavia     | 0 - 3 | Cecoslovacchia | 11-15, 14-16, 6-15              |
| 10 ottobre 1979 ?, Cannes Durata: ? - Spettatori: ? | Germania Ovest | 3 - 1 | Belgio         | 15-7, 9-15, 15-4, 15-1          |
| 10 ottobre 1979 ?, Cannes Durata: ? - Spettatori: ? | Polonia        | 3 - 1 | Francia        | 15-12, 15-7, 9-15, 15-4         |
| 11 ottobre 1979 ?, Cannes Durata: ? - Spettatori: ? | Cecoslovacchia | 3 - 0 | Germania Ovest | 15-7, 15-13, 15-3               |
| 11 ottobre 1979 ?, Cannes Durata: ? - Spettatori: ? | Jugoslavia     | 0 - 3 | Polonia        | 11-15, 10-15, 6-15              |
| 11 ottobre 1979 ?, Cannes Durata: ? - Spettatori: ? | Francia        | 3 - 2 | Belgio         | 14-16, 15-9, 15-4, 12-15, 15-12 |
| 12 ottobre 1979 ?, Cannes Durata: ? - Spettatori: ? | Jugoslavia     | 1 - 3 | Germania Ovest | 11-15, 15-5, 11-15, 8-15        |
| 12 ottobre 1979 ?, Cannes Durata: ? - Spettatori: ? | Cecoslovacchia | 3 - 0 | Francia        | 15-7, 15-0, 15-13               |
| 12 ottobre 1979 ?, Cannes Durata: ? - Spettatori: ? | Polonia        | 3 - 0 | Belgio         | 15-5, 15-4, 15-5                |
| 13 ottobre 1979 ?, Cannes Durata: ? - Spettatori: ? | Cecoslovacchia | 3 - 0 | Polonia        | 15-11, 15-13, 15-5              |
| 13 ottobre 1979 ?, Cannes Durata: ? - Spettatori: ? | Jugoslavia     | 3 - 0 | Belgio         | 15-9, 15-7, 15-11               |
| 13 ottobre 1979 ?, Cannes Durata: ? - Spettatori: ? | Germania Ovest | 3 - 0 | Francia        | 15-5, 15-9, 15-11               |

##### Classifica
| Pos. | Squadra        | Pt | G | V | P | SV | SP | Ratio | PF  | PS  | Ratio |
| ---- | -------------- | -- | - | - | - | -- | -- | ----- | --- | --- | ----- |
| 1.   | Cecoslovacchia | 10 | 5 | 5 | 0 | 15 | 0  | MAX   | 226 | 125 | 1,808 |
| 2.   | Polonia        | 9  | 5 | 4 | 1 | 12 | 5  | 2,400 | 231 | 153 | 2,400 |
| 3.   | Germania Ovest | 8  | 5 | 3 | 2 | 10 | 8  | 1,250 | 201 | 200 | 1,005 |
| 4.   | Jugoslavia     | 7  | 5 | 2 | 3 | 7  | 10 | 0,700 | 202 | 198 | 1,020 |
| 5.   | Francia        | 6  | 5 | 1 | 4 | 5  | 14 | 0,357 | 184 | 254 | 0,724 |
| 6.   | Belgio         | 5  | 5 | 0 | 5 | 3  | 15 | 0,200 | 146 | 260 | 0,561 |

## Classifica finale
| Pos     | Squadra          |
| ------- | ---------------- |
| Oro     | Unione Sovietica |
| Argento | Germania Est     |
| Bronzo  | Bulgaria         |
| 4       | Ungheria         |
| 5       | Romania          |
| 6       | Paesi Bassi      |
| 7       | Cecoslovacchia   |
| 8       | Polonia          |
| 9       | Germania Ovest   |
| 10      | Jugoslavia       |
| 11      | Francia          |
| 12      | Belgio           |

|  |  |  | Qualificata al campionato europeo 1981. |

|  | Qualificata al Giochi della XXII Olimpiade e al campionato europeo 1981. |